# Donda 2
Donda 2 (estilizado em caixa alta) é o décimo primeiro álbum de estúdio do rapper norte-americano Kanye West. Ele foi inicialmente lançado de forma inacabada, com quatro faixas, no Stem Player da empresa Kano Computing em 23 de fevereiro de 2022, com outras músicas sendo adicionadas por meio de atualizações. Em 29 de abril de 2025, West, sob o nome artístico Donda, lançou o álbum de forma independente nas plataformas de streaming musical por meio de sua marca YZY, com uma nova lista de faixas e produção revisada. O rapper Future atuou como produtor executivo de Donda 2 e participa de várias faixas. Para o relançamento de abril de 2025, a produção executiva adicional ficou a cargo de Digital Nas, junto com os streamers Sneako e Neon. O álbum conta com participações de XXXTentacion, Don Toliver, Baby Keem, Migos, Travis Scott, Jack Harlow, Sean Leon, Vory, Alicia Keys, Fivio Foreign, Playboi Carti, Soulja Boy e The Game, entre outros.
West começou a gravar e produzir Donda 2 no início de janeiro de 2022. Embora tenha gravado centenas de faixas durante a produção de seu álbum anterior, Donda (2021), nenhuma música de Donda 2 se originou daquelas sessões. O álbum é predominantemente de hip hop, com elementos de R&B contemporâneo e trap. As letras abordam sentimentos de raiva e tristeza de West em relação ao divórcio com Kim Kardashian, incluindo insultos direcionados ao então namorado dela, Pete Davidson. Diversos críticos musicais descreveram o som do álbum como inacabado, com características de demos, e muitos consideraram as letras de West ininteligíveis.
O lançamento de Donda 2 foi precedido pelos singles "Eazy" e "City of Gods", divulgados em janeiro e fevereiro de 2022, respectivamente — ambos alcançaram posições dentro do top 50 da Billboard Hot 100. Em 22 de fevereiro de 2022, West realizou o evento "Kanye West: Donda Experience Performance", uma audição pública realizada no LoanDepot Park, em Miami, Flórida, que esgotou em 47 salas de IMAX nos Estados Unidos; o evento foi marcado por diversos problemas técnicos. Donda 2 recebeu críticas mistas, com muitos apontando temas problemáticos, estruturas de canções confusas e a ausência de um conceito claro. As críticas mais negativas concentraram-se nos vocais e nas letras, embora alguns analistas tenham elogiado certos aspectos da produção.
Devido à exclusividade no Stem Player, Donda 2 foi amplamente pirateado. A revista Billboard o considerou inelegível para suas paradas de álbuns com base em suas regras contra o "bundling" (venda conjunta com mercadoria); o álbum não figurou em nenhum ranking comercial relevante. Esperava-se que West atualizasse e finalizasse a versão do Stem Player nos meses seguintes, mas nenhuma atualização substancial foi feita após fevereiro de 2022. Após declarações antissemítas feitas por West no final de 2022, a Kano encerrou a parceria com o artista e descontinuou o Stem Player. Diversas faixas em estágios mais avançados de finalização vazaram na internet por meio de vazamentos, enquanto outras foram retrabalhadas e lançadas por diferentes artistas. Em março de 2025, West anunciou que retornaria à produção de Donda 2 após o lançamento do álbum Bully. Durante o mês de abril, o produtor Digital Nas transmitiu ao vivo, por meio de plataformas como Twitch e Kick, o processo de reedição do disco. Finalmente, em 29 de abril de 2025, a versão atualizada de Donda 2 foi lançada oficialmente nos serviços de streaming.

## Antecedentes e gravação
Em uma entrevista ao site Complex em 3 de janeiro de 2022, o CEO da Victor Victor Worldwide, Steven Victor — colaborador frequente de Kanye West — afirmou que o rapper havia começado a trabalhar em uma continuação do álbum Donda (2021), intitulada Donda 2. Victor declarou ainda que o álbum chegaria "mais rápido do que você pensa", dizendo: "O processo começou e não vai parar." Em 27 de janeiro, West publicou no Instagram uma foto de sua antiga casa em chamas com a data "22 de fevereiro" e o título Donda 2, mencionando também o rapper Future como produtor executivo. Os fãs interpretaram isso como o anúncio da data de lançamento do álbum, o que não se concretizou. Segundo o produtor BoogzDaBeast, embora centenas de músicas tenham sido gravadas durante as sessões do primeiro Donda, as faixas de Donda 2 foram inteiramente compostas após o anúncio do evento de escuta do novo álbum.
O produtor Digital Nas revelou que West solicitou que as faixas soassem "mais monásticas", devendo ser simples e apropriadas para "um funeral, um nascimento, uma formatura ou um casamento", caso contrário, não seriam incluídas no álbum. Em janeiro de 2022, ele afirmou que o cantor Marilyn Manson estava gravando diariamente para o projeto. West havia colaborado com Manson em Donda, e para a sequência, instruiu-o a não compor batidas de rap, mas sim criar músicas de seu estilo habitual, sobre as quais West trabalharia posteriormente.
Em 17 de fevereiro de 2022, West anunciou que Donda 2 não estaria disponível em serviços tradicionais de streaming, sendo lançado exclusivamente no Stem Player, um dispositivo de áudio com valor de US$ 200. West justificou sua decisão afirmando que artistas recebem apenas 12% da receita gerada pela indústria musical, defendendo a independência frente a esse "sistema opressor". Segundo o próprio, ele arrecadou cerca de 2,2 milhões de dólares em apenas 24 horas após o anúncio, vendendo mais de 8 mil unidades do dispositivo. No entanto, a exclusividade do álbum gerou críticas de fãs, e a Apple cancelou um acordo de patrocínio de 2 milhões de dólares que previa a transmissão do evento de lançamento do álbum.

## Música e temas
Donda 2 é um álbum de hip hop. Diversas resenhas apontaram que o álbum aparenta estar inacabado. Alphonse Pierre, da Pitchfork, descreveu-o como um "álbum mal cozido" que se apresenta como uma "obra de arte em constante mudança" que talvez nunca seja concluída. Segundo Alexis Petridis, do jornal The Guardian, a produção do álbum apresenta padrões de sintetizadores que "oscilam como gangorras", mas carece de foco, com certas faixas soando como demos. Já o jornalista Matthew Ritchie, do site HipHopDX, afirmou que, apesar das faixas serem por vezes inconclusivas, há trechos que demonstram atenção aos detalhes na produção, criando atmosferas elaboradas para as canções. Liricamente, West explora os problemas conjugais com sua ex-esposa Kim Kardashian, abordando diretamente seu divórcio. O tema remete ao seu quarto álbum de estúdio, 808s & Heartbreak (2008), pela exposição de emoções e inseguranças.
West também dirige ataques ao comediante Pete Davidson, que estava em um relacionamento com Kardashian durante o período do divórcio, e ignora preocupações de familiares. A abordagem do artista revela amargura e vitimismo, buscando empatia, mas expressando pouca alegria ou compaixão.

## Canções

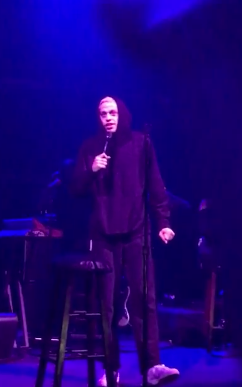
Kanye West antagoniza o comediante Pete Davidson nas faixas "Security" e "Eazy".

A faixa de abertura, "True Love", reutiliza uma batida de bateria de "Runaway" (2010), que por sua vez sampleia "The Basement" da dupla Pete Rock & CL Smooth. O rapper XXXTentacion participa postumamente, cantando sobre amor perdido. West lamenta a guarda compartilhada dos filhos após o divórcio e menciona o filho de XXXTentacion, Gekyume. "Broken Road", com participação de Don Toliver, é uma balada introspectiva onde West fala sobre liberdade. "Get Lost" é uma faixa a cappella com uso intenso de Auto-Tune, rememorando momentos do casamento com Kim Kardashian. Em "Too Easy", de estilo eletrônico, West adota um mantra de amor-próprio. A música "Flowers" faz alusão ao relacionamento com a atriz Julia Fox, mencionando presentes dados a ela e à ex-esposa no Dia de São Valentim. Em "Security", faixa agressiva com batida pesada, West ameaça fisicamente Pete Davidson, dizendo: "você não tem segurança suficiente para isso".
"We Did It Kid" traz versos de Baby Keem e do grupo Migos, celebrando amizades sob uma batida de metais no estilo trap. "Pablo" é uma faixa energética com refrão de Travis Scott e verso adicional de Future. "Louie Bags" é um tributo ao estilista Virgil Abloh, em que West afirma ter parado de comprar bolsas da Louis Vuitton após a morte do amigo. "Happy" apresenta versos de Future e expressa tristeza com a repetição da frase "Do I look happy to you?". "Sci Fi" tem produção orquestral e começa com um monólogo de Kim Kardashian em sua participação no Saturday Night Live, exaltando conquistas de West. A letra retoma o divórcio. Já "Selfish", também com XXXTentacion, é uma balada minimalista em que West analisa seus erros conjugais. "Lord Lift Me Up" apresenta apenas os vocais de Vory, com estilo orquestral. "City of Gods", uma colaboração com Fivio Foreign e Alicia Keys, homenageia a cidade de Nova York em ritmo de Brooklyn drill. "First Time in a Long Time", com participação de Soulja Boy, aborda recomeços. "Eazy", com The Game, traz outro ataque a Pete Davidson: "vou quebrar a cara dele".

### Lançamentos oficiais
Diversas faixas da versão de 2022 do álbum foram posteriormente retrabalhadas e reaproveitadas em outros projetos. A faixa de abertura, "True Love", foi lançada oficialmente como single no álbum Look at Me: The Album de XXXTentacion. Já "City of Gods" foi incluída em B.I.B.L.E. do rapper Fivio Foreign, enquanto "Eazy" apareceu no álbum Drillmatic – Heart vs. Mind de The Game. A canção "Sci-Fi", renomeada como "Oxygen", foi lançada por Sean Leon em seu álbum In Loving Memory. "Keep It Burnin", inicialmente presente no Stem Player mas removida pouco depois, foi posteriormente lançada no álbum I Never Liked You de [[Future (rapper)|Future. Além disso, a música "530" foi relançada em Vultures 2 e posteriormente atualizada com novas mixagens.

## Divulgação e lançamento

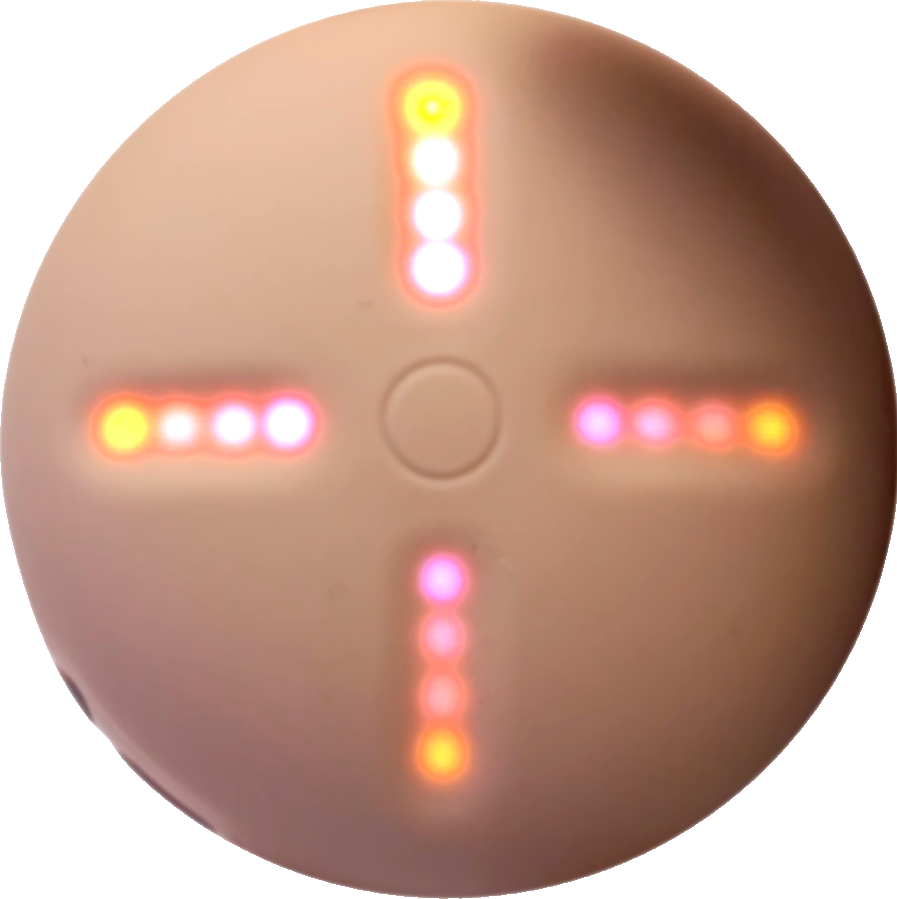
Donda 2 foi originalmente lançado exclusivamente no Stem Player (imagem).

Em 15 de janeiro de 2022, a música "Eazy" foi disponibilizada com exclusividade no Spotify, um dia antes de ser lançada como o primeiro single de Donda 2. A canção estreou na posição 49 da Billboard Hot 100, nos Estados Unidos, e atingiu o 32º lugar na parada de singles do Reino Unido. Um videoclipe da música foi lançado em 3 de março de 2022, apresentando Kanye West sequestrando e enterrando uma versão em argila de Pete Davidson. Em 11 de fevereiro, "City of Gods" foi lançada como o segundo single do álbum. A faixa alcançou a posição 46 na Billboard Hot 100 e o 58º lugar na parada do Reino Unido. Em 27 de maio de 2022, a faixa "True Love" recebeu lançamento oficial nas plataformas de streaming. Ela também foi incluída no álbum Look At Me: The Album, do rapper XXXTentacion. A música estreou na 22ª posição da Billboard Hot 100 e na 5ª colocação na parada Hot Hip-Hop/R&B. Em 8 de março de 2022, junto com uma atualização no site do Stem Player que permitia aos compradores do dispositivo ouvir as músicas de Donda 2 diretamente no navegador (sem precisar conectar o aparelho ao computador), as faixas "Pablo" e "Security" foram disponibilizadas para audição pública. Ambas apresentavam versões com novas mixagens, sendo lançadas possivelmente como singles adicionais do álbum.
Um total de 22 músicas foi anunciado por meio de uma lista de faixas de Donda 2 publicada por West em sua conta no Instagram em 18 de fevereiro de 2022. Em 23 de fevereiro, quatro faixas — "Security", "Pablo", "Broken Road" e "We Did It Kid" — foram lançadas para os proprietários do Stem Player por meio do site do aparelho. Outras 12 faixas foram adicionadas no dia seguinte como parte de uma atualização rotulada como "V2.22.22 Miami". No entanto, uma das 12 faixas adicionadas, intitulada "Keep It Burning", foi removida do site do Stem Player e substituída por uma versão de estádio de "True Love", que mais tarde foi substituída por "Eazy". Uma versão finalizada de "Keep It Burning" foi posteriormente lançada no álbum de Future, I Never Liked You.
Donda 2 vazou online pouco após o lançamento e foi amplamente pirateado. Em fevereiro de 2022, foi um dos álbuns mais pirateados em sites como 1337x e The Pirate Bay. O vazamento também resultou na pirataria do próprio site do Stem Player, já que os stems e ferramentas de remixagem estavam disponíveis por meio de emuladores. O álbum não é elegível para entrar nas paradas musicais da Billboard, pois, segundo as regras da revista, lançamentos vendidos junto com mercadorias (como o Stem Player) não podem ser contabilizados. Durante sua apresentação no festival Rolling Loud, em julho de 2022, o produtor Digital Nas afirmou que uma versão finalizada do álbum seria lançada ainda naquele ano.
Em janeiro de 2023, após declarações antissemítas feitas por West, a Kano Computing, fabricante do Stem Player, anunciou o fim da colaboração com o artista. A empresa declarou que o dispositivo Donda Stem Player seria descontinuado após a venda das últimas 5.000 unidades em estoque. Na mesma ocasião, a Kano anunciou um novo modelo do Stem Player, desenvolvido em parceria com Ghostface Killah, que não incluiria Donda 2 nem qualquer outro conteúdo de West.
Em março de 2025, após o lançamento da versão preliminar de seu álbum Bully, West anunciou no Twitter que pretendia retomar Donda 2 assim que concluísse o novo projeto. Ele divulgou uma imagem que, segundo o site HotNewHipHop, parecia ser a capa oficial do álbum. Durante o mês de abril de 2025, o produtor Digital Nas começou a fazer transmissões ao vivo, inicialmente na Twitch e depois na Kick, ao lado de West, trabalhando tanto no álbum Cuck quanto na reedição de Donda 2. Essas transmissões contaram com participações de figuras como o rapper Dave Blunts, o streamer da Rumble Sneako, e o comentarista político de extrema-direita Nick Fuentes. No dia 29 de abril, West finalmente lançou Donda 2 nas plataformas de streaming de música, sob o nome artístico de Donda. Essa nova versão do álbum apresentou diversas mudanças, como alteração nos títulos, ordem das faixas e produção. As faixas "Selfish" e "Eazy" foram removidas, enquanto quatro novas músicas foram incluídas: "Mr Miyagi", "530" (uma versão reduzida da faixa lançada anteriormente em Vultures 2 de ¥$), "Burn Everything" (anteriormente lançada como single por Sean Leon) e "Maintenance". Em 1º de maio, o álbum foi atualizado nas plataformas de streaming para incluir duas novas faixas, intituladas "Suzy" e "Jesse". Ambas as músicas, assim como "Mr. Miyagi", "Louie Bags" e "Happy", utilizam inteligência artificial (IA) para gerar os vocais de West. Posteriormente, Digital Nas confirmou que West irá regravar os vocais gerados por inteligência artificial para a próxima atualização do álbum.

### Eventos

Convite para o "Donda Experience Performance", realizado no LoanDepot Park em Miami

Em 7 de fevereiro de 2022, Kanye West organizou uma audição privada de Donda 2 no restaurante Nobu Malibu, com a presença de Travis Scott, Offset, French Montana, Yung Lean, Drake e a modelo Kendall Jenner. No dia 13, West anunciou um concerto público intitulado "Kanye West: Donda Experience Performance" a ser realizado no LoanDepot Park, em Miami, em 22 de fevereiro. Os ingressos foram disponibilizados em 14 de fevereiro, enquanto as entradas para apresentações em IMAX começaram a ser vendidas seis dias depois. No dia 21 de fevereiro, foi anunciado que o evento seria transmitido ao vivo em salas IMAX de 15 cidades nos Estados Unidos às 21h (horário do leste). Devido à alta demanda, a transmissão foi expandida para 60 salas IMAX em todo o país. O evento esgotou em 47 dessas salas e arrecadou aproximadamente 313 mil dólares para a IMAX. O show começou com cerca de três horas de atraso, por volta das 22h45. West foi acompanhado por diversos convidados, como Marilyn Manson, DaBaby, Fivio Foreign, Alicia Keys e Jack Harlow. Estiveram presentes personalidades como French Montana, Elon Musk e Diddy. Durante a apresentação da música "Jail pt 2", West enfrentou problemas com o microfone e jogou o equipamento no chão. Posteriormente, ele revelou que foi obrigado a incluir a palavra "performance" no título do evento, embora a intenção original fosse apresentá-lo como uma obra de arte performática. Sua frustração com essa redução do conceito do evento levou, junto com outras reações, com ele jogando o microfone que lhe foi dado, dizendo que começou a questionar por que estava se apresentando.

## Recepção da crítica
A versão "V2.22.22 Miami" de Donda 2 foi recebida de forma majoritariamente negativa pelos críticos. Muitos a descreveram como inacabada e inferior em comparação com os lançamentos anteriores de West.
Jeff Ihaza, da Rolling Stone, chamou o álbum de "confuso", criticando a fixação de West em controlar sua narrativa. Ele reprovou as letras, as participações e a falta de conceito claro, ainda que tenha elogiado alguns vocais. Jack Hamilton, da Slate, criticou a estrutura desordenada das músicas e as letras superficiais, além da produção que considerou "desleixada e repetitiva". Ludovic Hunter-Tilney, do Financial Times, achou o disco "repetitivo e sem brilho", apontando "deficiências sérias" na criatividade de West, embora tenha destacado "Security" como ponto alto. Alexis Petridis, do The Guardian, censurou a falta de foco temático, a produção inacabada e as letras centradas em ataques à ex-esposa de West, mas admitiu que há momentos que mostram o talento do produtor.
Neil McCormick, do The Daily Telegraph, considerou Donda 2 o pior álbum da carreira de West, descrevendo-o como "ressentido e queixoso". Ele também criticou a estrutura das músicas, as rimas repetitivas e o uso excessivo de Auto-Tune, embora tenha elogiado algumas bases instrumentais. Steven Loftin, do The Line of Best Fit, apontou a energia "lenta" e temas repetitivos, embora tenha reconhecido algum mérito na produção. Alphonse Pierre, da Pitchfork, afirmou que o álbum parece uma "pilha de faixas inacabadas", e que se apoia no espetáculo tecnológico do Stem Player para mascarar sua falta de acabamento.
Algumas críticas foram ligeiramente mais favoráveis. Alexandra Pauly, da Highsnobiety, descreveu o álbum como um disco de divórcio que apela mais ao ego de West do que à autenticidade emocional, afirmando que ele "cheira a ego" e é feito para agradar os fãs mais devotos. Matthew Ritchie, da HipHopDX, argumentou que o foco de West em sua vida pessoal gerou um álbum musicalmente coeso, mas com ideias mal desenvolvidas.

## Desempenho comercial
Donda 2 não foi elegível para entrada nas paradas musicais da Billboard, como a Billboard 200, pois não estava disponível separadamente da compra do Stem Player, dispositivo que custava mais de 200 dólares. Em 2020, a Billboard adotou regras que proíbem contagem de vendas que envolvam pacotes com mercadorias ou equipamentos, prática conhecida como "bundling". Em resposta à exclusão, West celebrou o fato em seu perfil no Instagram, escrevendo: "Grande vitória para o garoto. Não podemos mais ser contados ou julgados. Criamos nossos próprios sistemas. Atribuímos nosso próprio valor e o preço de ontem não é o de hoje, baaabyyyy!!!!!".
As vendas do Stem Player nas primeiras 24 horas após o lançamento do álbum foram estimadas em cerca de 11 mil unidades, gerando uma receita bruta de aproximadamente 2,2 milhões de dólares. West afirmou ter obtido 1,3 milhão de dólares em receita no mesmo período. Segundo ele, até 18 de fevereiro de 2022, cerca de 39.500 Stem Players haviam sido vendidos desde o lançamento original do dispositivo em outubro de 2021.

## Lista de faixas
Lista de faixas conforme o lançamento no Stem Player, segundo a API oficial do Stem Player. Os créditos das faixas "True Love", "City of Gods" e "Eazy" foram adaptados do Tidal. O lançamento para streaming também foram adaptados do Tidal.
| Versão do Stem Player |                             | | |         |  |
| N.º                   | Título                      | Compositor(es) | Produtor(es) | Duração |  |
| 1.                    | "True Love"                 | Kanye West Jahseh Onfroy John Branch John Cunningham Mark Williams Mike Dean Pete Rock Raul Cubina                                                       | West Cunningham Dean Ojivolta | 3:17    |  |
| 2.                    | "Broken Road"               | | | 1:40    |  |
| 3.                    | "Get Lost"                  | | | 2:35    |  |
| 4.                    | "Too Easy"                  | | | 2:58    |  |
| 5.                    | "Flowers"                   | | | 2:51    |  |
| 6.                    | "Security"                  | | | 2:16    |  |
| 7.                    | "We Did It Kid"             | | | 2:48    |  |
| 8.                    | "Pablo"                     | | | 2:34    |  |
| 9.                    | "Louie Bags"                | | | 3:13    |  |
| 10.                   | "Happy"                     | | | 4:45    |  |
| 11.                   | "Sci-Fi"                    | | | 3:34    |  |
| 12.                   | "Selfish"                   | | | 1:39    |  |
| 13.                   | "Lord Lift Me Up"           | | | 2:09    |  |
| 14.                   | "City of Gods"              | West Cubina Dean Williams Allan Lopez Andrew Taggart Aswad Asif Brittany Amaradio Christian Tejada Dwayne Abernathy Hamza Hamaal Malik Piper Maxie Ryles | West Ojivolta AyoAA Heemz Lil Mav The Chainsmokers Tweek Tune Dem Jointz [ nota 1 ] Dean [ nota 2 ] BoogzDaBeast [ nota 2 ] Bordeaux [ nota 2 ] Non Native [ nota 2 ] Scoop [ nota 2 ] | 4:16    |  |
| 15.                   | "First Time in a Long Time" | West DeAndre Cortez Way | | 3:04    |  |
| 16.                   | "Eazy"                      | West Drew Gavin Jayceon Taylor Lorenzo Patterson | Dean Big Duke Cash Jones DJ Premier Hit-Boy | 3:54    |  |
| Duração total:        | Duração total:              | Duração total: | Duração total: | 47:22   |  |

| Versão em streaming (2025) |                             |         |  |
| N.º                        | Título                      | Duração |  |
| 1.                         | "True Love"                 | 2:17    |  |
| 2.                         | "Broken Road"               | 1:41    |  |
| 3.                         | "Get Lost"                  | 2:34    |  |
| 4.                         | "Keep the Flowers"          | 2:51    |  |
| 5.                         | "Jesse"                     | 2:07    |  |
| 6.                         | "Too Easy"                  | 2:57    |  |
| 7.                         | "Pablo"                     | 3:00    |  |
| 8.                         | "Mr Miyagi"                 | 2:57    |  |
| 9.                         | "Happy"                     | 3:31    |  |
| 10.                        | "Security"                  | 2:42    |  |
| 11.                        | "City of God"               | 4:16    |  |
| 12.                        | "530"                       | 2:02    |  |
| 13.                        | "Scifi"                     | 4:00    |  |
| 14.                        | "Suzy"                      | 1:24    |  |
| 15.                        | "Burn Everything"           | 2:01    |  |
| 16.                        | "Louie Bags"                | 5:05    |  |
| 17.                        | "We Did It"                 | 3:54    |  |
| 18.                        | "Maintenance"               | 1:13    |  |
| 19.                        | "Lord Lift Me Up"           | 2:10    |  |
| 20.                        | "First Time in a Long Time" | 3:08    |  |
| Duração total:             | Duração total:              | 55:53   |  |

Notas
- Os títulos das faixas estão estilizados em caixa alta na versão em streaming.
- Diversas faixas foram renomeadas na versão em streaming:
  - "Flowers" foi renomeado para "Keep the Flowers"
  - "We Did It Kid" foi renomeado para "We Did It"
  - "Sci-Fi" foi renomeado para "Scifi"
  - "City of Gods" foi renomeado para "City of God"

Participações não creditadas
- "True Love" e "Selfish" – XXXTentacion
- "Broken Road" – Don Toliver
- "We Did It" – Baby Keem e Migos
- "Pablo" – Future e Travis Scott, com vocais adicionais de Marilyn Manson na versão em streaming
- "Louie Bags" – Jack Harlow
- "Happy" – Future
- "Scifi" e "Burn Everything" – Sean Leon
- "Lord Lift Me Up" – Vory
- "City of God" – Alicia Keys e Fivio Foreign, com vocais adicionais de Playboi Carti
- "First Time in a Long Time" – Soulja Boy
- "Eazy" – The Game
- "Mr Miyagi" – Future e Playboi Carti

Samples
- "Security" contém sample de "Wanna Trap", de Mica Levi.[62] Também inclui um trecho de monólogo de DJ Akademiks na versão em streaming.
- "Louie Bags" inclui um trecho de ligação telefônica de Kamala Harris (We did it, Joe!).
- "Scifi" contém um trecho de monólogo de Kim Kardashian no programa Saturday Night Live.
- "Eazy" utiliza sample da música "Eazy-Duz-It" de Eazy-E.[27]
- "Suzy" utiliza sample da música "Suzy Sudenkita" de Islaja.